# Komjatice
Komjatice (maďarsky Komját) jsou obec na Slovensku v Nitranském kraji v okrese Nové Zámky. Žije v nich přibližně 4 200 obyvatel.

## Historie
První písemná zmínka o obci pochází z roku 1256 kde je uváděná jako Kamnati později Komnyati z roku 1348, Komjátice z roku 1808. V roce 1936 byla z obvodu obce Komjatice vyčleněna obec Degeš, která byla v roce 1948 přejmenována na Rastislavice.

## Přírodní poměry
Obec leží ve středu jihozápadního Slovenska na nivách, které vytvořily staré ramena řeky Nitry, a na rovinatých sprašových terasách. Odlesněné území má nivní, lužní a černozemní půdy.
Komjatice se nachází 91 kilometrů východně od Bratislavy, dvacet kilometrů jižně od Nitry a osmnáct kilometrů od Nových Zámků. Obec sousedí na východě s obcemi Černík a Mojzesovo, na jihu s obcí Lipová, na západě s obcí Rastislavice, na severu s obcí Veľký Kýr a na severovýchodě s Vinodol. Přímo ve vsi se nachází chráněný areál Komjatický park a ve správním území obce také přírodní rezervace Torozlín.

### Geomorfologie
Obec se nachází v Podunajské nížině, která se skládá z celků Podunajská rovina a Podunajská pahorkatina. Na níže položené Podunajské rovině leží téměř celý intravilán obce, který na severovýchodě a jihovýchodě lemuje řeka Malá Nitra, původní průtokové rameno řeky Nitry. Extravilán obce v této části katastrálního území má rovinatý povrch s občasnými zvlněními. Rozlohou dva přibližně stejné velké celky dělí v katastrálním území obce příční hlinitý svah (s porostem vinic), který směřuje na sever až po město Nitra (souběžně s ním se vine státní cesta Nové Zámky – Nitra). Na severu komjatické území hraničí s okresem Nitra. Terasovitě vyvýšený extravilán na západě, který má také rovinatý povrch a místy suché úvaly, patří i s nevelkou částí intravilánu do Podunajské pahorkatiny.

### Vodní toky a plochy
Obcí protéká Malá Nitra od severu (od města Nitra), obtéká téměř celý intravilán obce ze severovýchodu a jihovýchodu a odtéká na jih k městu Šurany. Na východě se nachází štěrkovna – vodní plocha s názvem Štrkáreň s rozlohou 33,9 ha. V jihovýchodní části území se nachází nová štěrkovna nazývána Nová Štrkáreň. Obě vodní plochy vznikly těžbou štěrkopísku, která stále pokračuje, a jsou i rybářskými revíry.
Na území obce se nachází několik mrtvých ramen řeky Nitry, zpravidla vyschlých anebo naplněných spodní vodou jen v období vydatných dešťů. Patří k nim vodní plocha Kňazova jama – Torozlín, která je chráněna jako přírodní rezervace Torozlín se vzácnou flórou (62 druhů) a faunou (včetně výskytu na Slovensku vzácné želvy bahenní (Emys orbicularis).

## Části obce
Argentína, Hašardíky, Hoštáky, Kanada, Majír (Majer), Pri Cigáňoch, Vinohrady, Funduše (předtím Za Majírom), Sempíter

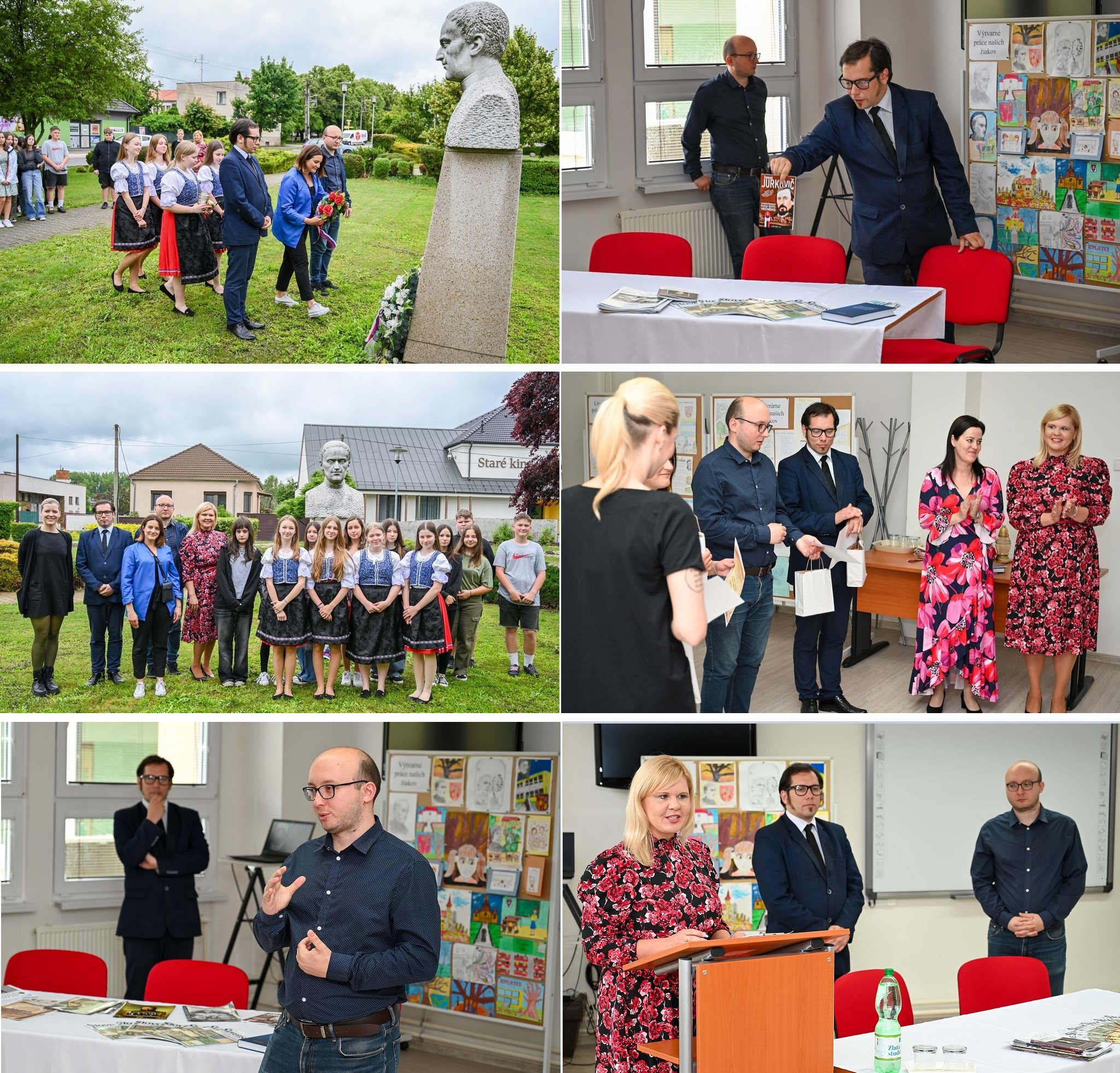
Akce Matice slovenské a ZŠ O. Cabana k 210. výročí národního buditele, pedagoga, kněze, mecenáše a spisovatele, sběratele pohádek, spoluzakladatele Tatrína Andreje Cabana (působil v Komjaticích) v Komjaticích, květen 2024; přednášeli tajemník Matice slovenské Peter Schvantner a vědec Lukáš Perný

### Ulice
1. mája, 28. marca, Andreja Hlinku, Bernolákova, Cintorínska, Dolná, Družstevná, Fraňa Kráľa, Fučíkova, Generála Svobodu, Havla Husára, Horná, Hradská, Hurbanova, Hviezdoslavova, Kapitána Nálepku, Kollárova, Kornilcevova, Milana Rastislava Štefánika, Nábrežie, Nádražná, Námestie Andreja Cabana, Nitrianska, Novozámocká, Partizánska, Poštová, Rázusova, Sládkovičova, Slovenská, SNP, Školská, Štúrova, Šurianska, Vinodolská, Vinohradská

## Osobnosti
V obci působil slovenský národní buditel, jeden ze zakladatelů spolku Tatrín, Andrej Caban.

## Galérie

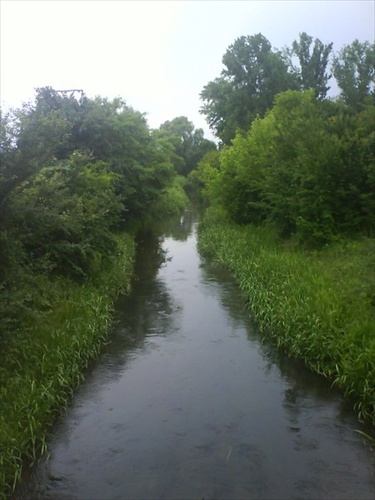
Malá Nitra
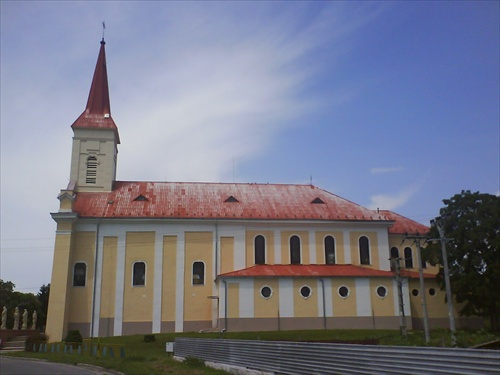
Kostel svaté Alžběty z roku 1751
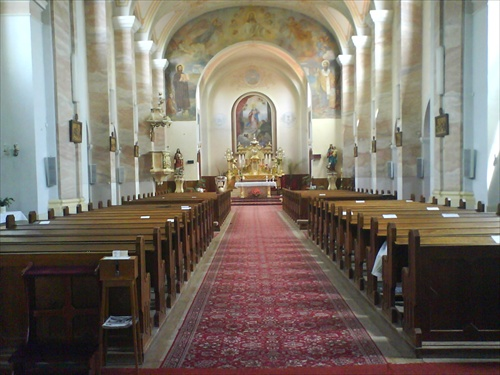
Interiér kostela
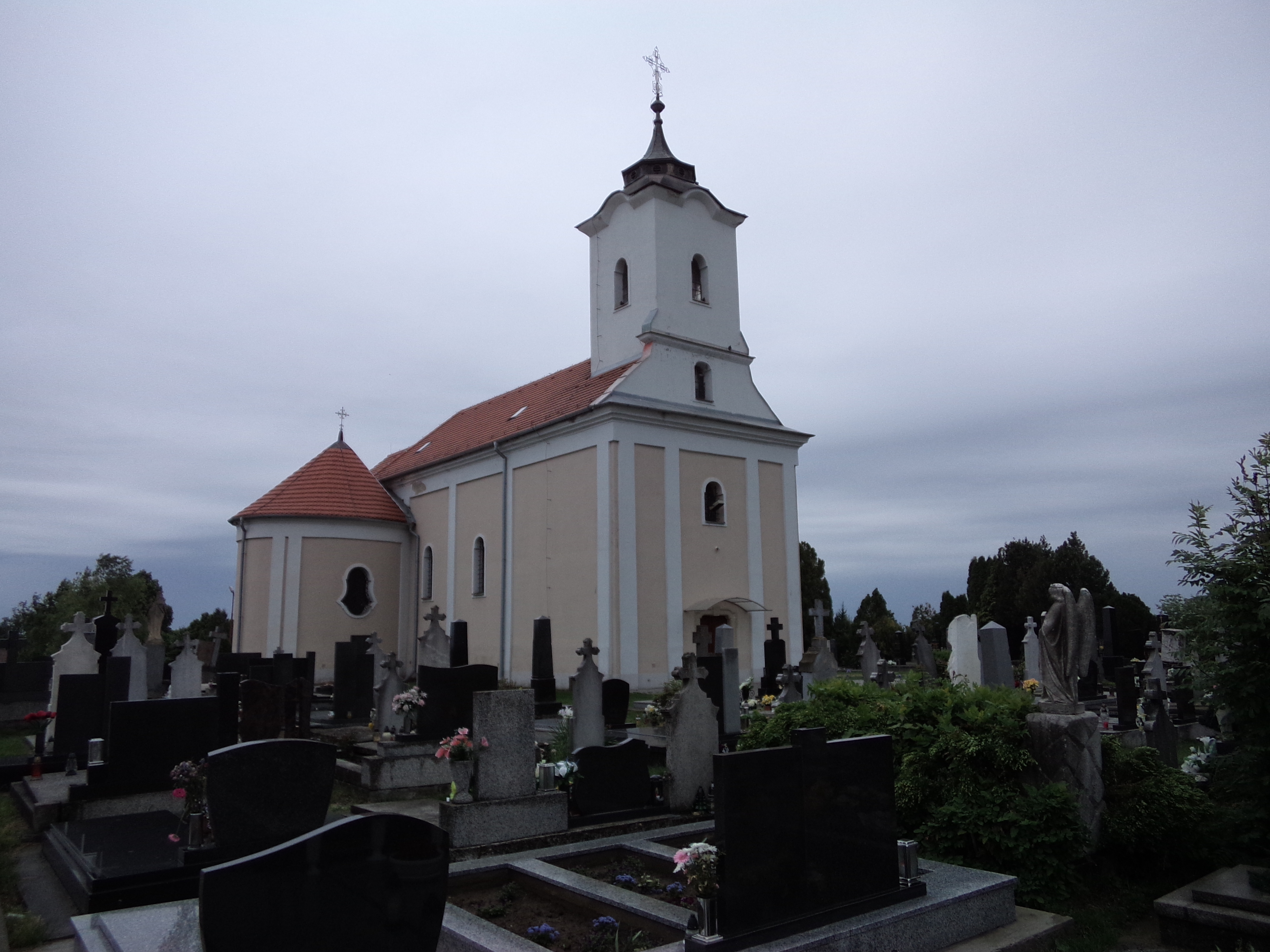
Kostel svatých Petra a Pavla z roku 1615